# Shyvers Multiphone
De Shyvers Multiphone was een jukebox waarbij de muziek via een vaste telefoonlijn werd afgespeeld. De luisteraar kreeg na het inwerpen van een muntstuk een telefonische verbinding met een telefooncentrale, waar een medewerkster het aangevraagde muzieknummer op een draaitafel legde en zo de muziek naar de ontvanger in de Multiphone stuurde. Het apparaat en bijbehorende muziekdienst waren beschikbaar van 1939 tot 1959 in de Amerikaanse staat Washington.
De apparaten waren in diverse uitgaansgelegenheden geplaatst, zoals diners, restaurants en drive-in theaters. Op het hoogtepunt van zijn populariteit waren er 8000 aangesloten apparaten in 120 uitgaanslocaties in de staat Washington. De eigenaar van het restaurant of theater waar de Multiphone stond, mocht de helft van de opbrengsten voor zichzelf houden.

## Ontwikkeling
De Multiphone is in de jaren 30 van de 20e eeuw bedacht door Ken Shyvers (1899-1976), een uitvinder uit Seattle. Reguliere jukeboxen konden op dat moment slechts maximaal 20 muzieknummers draaien en Shyvers zocht naar een manier om dit aantal te verhogen. Met de Multiphone was hij in staat om de luisteraar een afspeellijst van ruim 170 liedjes aan te bieden. Omdat de Multiphone een geringe afmeting had en op een tafeltje of bar kon staan, had de muziek ook een persoonlijker karakter: waar een jukebox de gehele ruimte vulde met muziek, beperkte de Multiphone zich tot de individuele luisteraar(s) aan het betreffende tafeltje.

## Beschrijving
De Multiphone is ongeveer een halve meter hoog, 20 centimeter breed en uitgevoerd in art-decostijl. Het apparaat is zelf geen muziekdrager maar beschikt over een ingebouwde telefoon en ontvanger. Na het inwerpen van muntgeld werd door het apparaat een telefonische verbinding gelegd met een telefooncentrale om bij een discjockey (dj) het gewenste liedje aan te vragen. Op de Multiphone zelf was een papieren lijst van alle beschikbare liedjes aangebracht, waarbij elk liedje zijn eigen nummer had; de aanvrager diende dit nummer door te geven aan de dj. Deze plaatste vervolgens de bijbehorende plaat op de draaitafel die verbinding had met de Multiphone van de aanvrager, waarna de muziek via de telefoonlijn naar de Multiphone werd gezonden.

## Werkneemsters
Er waren vier telefooncentrales beschikbaar: Seattle, Tacoma, Bremerton en Spokane. Elke centrale was voorzien van draaitafels en muziekplaten. In de centrales werkten alleen vrouwelijke dj's, die werden aangenomen op basis van hun vriendelijke, warme stemgeluid. Omdat de Multiphones voornamelijk in uitgaansgelegenheden stonden, waren de werktijden meestal 's avonds, maar na de Tweede Wereldoorlog werd het apparaat zo populair dat de dienst 24 uur per dag en zeven dagen per week werd aangeboden.
De werkneemsters mochten voor hun eigen veiligheid geen persoonlijke informatie met de bellers delen en ze moesten onder een schuilnaam werken. De locaties van de vier centrales werden zo veel mogelijk geheim gehouden. Ondanks de voorschriften ontstonden er via de telefoonlijnen soms ook gesprekken met aanvragers, zoals met eenzame militairen die behoefte hadden aan een vriendelijk gesprek. Ook lieten mannelijke bewonderaars rozen en snoepgoed achter bij de deuren van de centrales.

## Einde van de Multiphone
Omdat het systeem succesvol was en muziek via de telefoonlijn als de toekomst werd gezien, werd het concept aanvankelijk overgenomen door de jukeboxfabrikanten, die hun eigen versies uitbrachten. Hier kwam echter verandering in door de uitvinding van de 45 toerenplaat: in een reguliere jukebox pasten voortaan meer dan 100 liedjes, waardoor de Multiphone een van zijn sterkste troeven kwijtraakte. Ook werd de geluidskwaliteit van de jukebox steeds beter en kon de Multiphone daar niet mee concurreren. Tot slot moest Shyvers vanwege de 45 toerenplaat zijn complete collectie 78 toerenplaten én platenspelers vervangen, een kostbare operatie waaraan horeca-ondernemers niet wilden meebetalen; zij vervingen daarom de Multiphones door een jukebox.
In 1959 zette Shyvers definitief een punt achter de Multiphone.